# Hypocysta haemonia
Hypocysta haemonia är en fjärilsart som beskrevs av William Chapman Hewitson 1863. Hypocysta haemonia ingår i släktet Hypocysta och familjen praktfjärilar. Inga underarter finns listade i Catalogue of Life.

## Bildgalleri

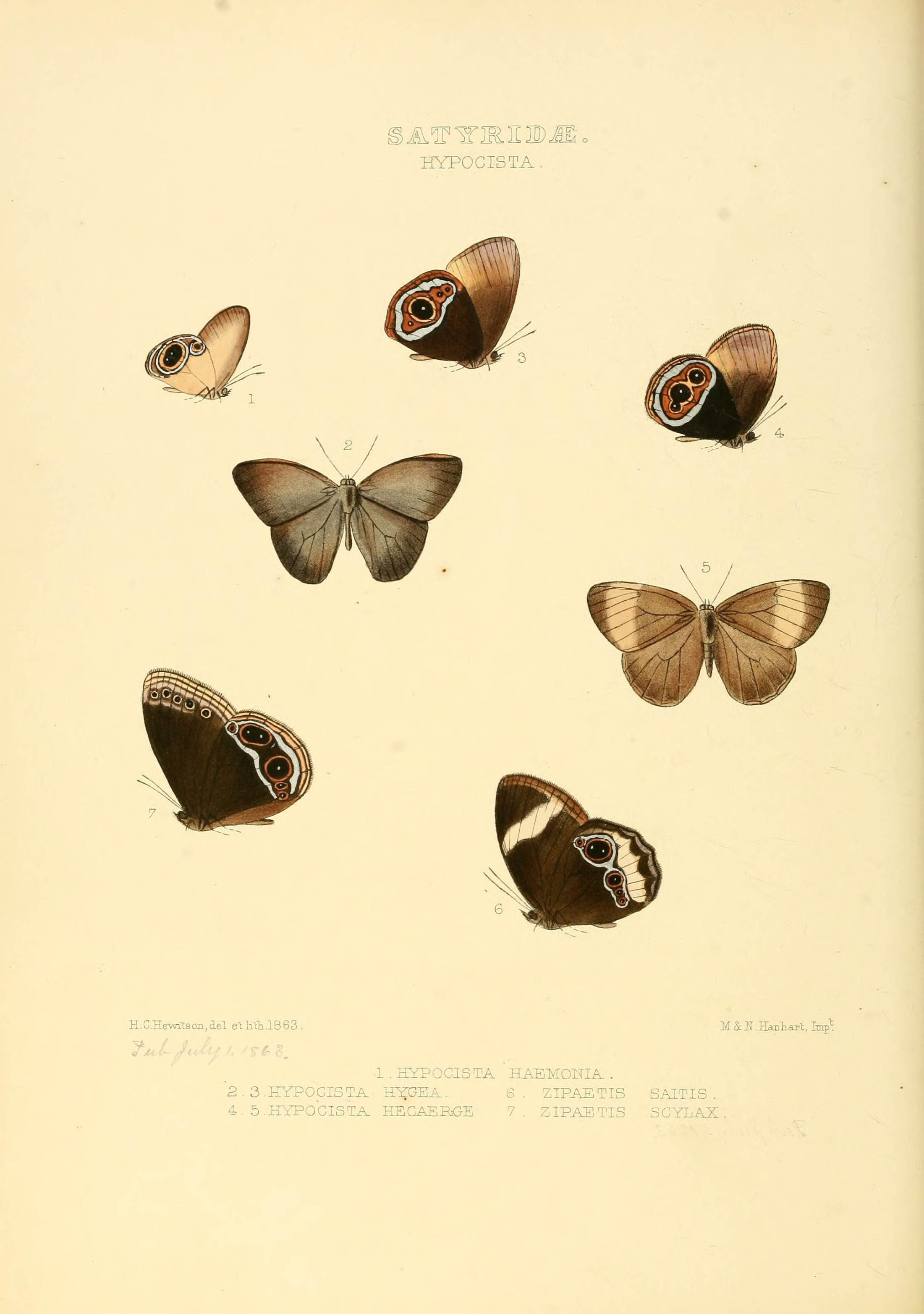